# Carlo Confalonieri
Pour les articles homonymes, voir Confalonieri.
 (décembre 2023).
Si vous disposez d'ouvrages ou d'articles de référence ou si vous connaissez des sites web de qualité traitant du thème abordé ici, merci de compléter l'article en donnant les références utiles à sa vérifiabilité et en les liant à la section « Notes et références ».
Carlo Confalonieri, né le 25 juillet 1893 à Seveso (Italie) et mort le 1er août 1986 à Rome, est un archevêque italien de L'Aquila qui occupe plusieurs postes clés au sein de la Curie romaine, noyau administratif de l'Église catholique ; créé cardinal en 1958 par Jean XXIII, il est le doyen du Collège des cardinaux à partir de 1977.

## Biographie
Carlo Confalonieri naît dans la famille d'un ébéniste. Il entre à l'âge de onze ans au petit séminaire de Seveso, puis au séminaire archidiocésain de Monza en 1909. Il étudie ensuite au séminaire pontifical lombard de Rome et suit les cours de la Grégorienne, puis au séminaire pontifical romain, suivant les cours de l'université pontificale du Latran. Il est diplômé en philosophie, en théologie et en droit canonique. En 1914, il interrompt ses études pour effectuer son service militaire au 8e régiment d'infanterie. Ordonné prêtre le 18 mars 1916 par le cardinal Ferrari, il devient en 1921 secrétaire du nouvel archevêque de Milan, le cardinal Achille Ratti, et assiste en tant que tel au conclave de 1922 ayant suivi la mort de Benoît XV. Le cardinal Ratti ayant été élu pape sous le nom de Pie XI, Carlo Confalonieri est confirmé comme secrétaire particulier de ce pape pendant tout son pontificat (1922-1939). En 1935, il est nommé au rang honorifique de chanoine de la basilique vaticane.
Il est nommé archevêque de L'Aquila le 27 mars 1941 et consacré le 4 mai suivant par Pie XII lui-même en la chapelle Sixtine avec comme co-consécrateurs Giuseppe Migone (it) et Alfonso Camillo De Romanis (it). Pendant l'occupation allemande, il négocie avec la Kommandantur locale la libération de nombre de prisonniers, puis fait pression auprès du Saint-Siège pour que les alliés épargnent L'Aquila de leurs bombardements, alors qu'elle avait déjà été éprouvée par ceux du 8 décembre 1943. Entre 1943 et 1944, il célèbre les jubilés de saint Bernardin de Sienne (Ve centenaire de la mort) et du couronnement de Célestin V (six-cent cinquantième anniversaire) ; le saint crucifix dit de saint Jean de Capistran est porté solennellement par la ville par le rite de réparation et de supplication. Le 22 avril 1945, il est porté en hommage jusqu'au couvent de San Giuliano pour marquer la fin des combats. Pour ses actions face a l'occupant allemand, il est nommé defensor civitatis par la municipalité. Carlo Confalonieri est nommé secrétaire de la Congrégation pour les Séminaires et les Universités (25 janvier 1950) et promu archevêque titulaire (ou in partibus) de Nicopolis ad Nestum (de) le 22 février 1950.
Créé cardinal avec le titre de cardinal-prêtre de Sainte-Agnès-hors-les-Murs (Santa Agnese fuori le mura) le 15 décembre 1958, il est nommé archiprêtre de la basilique Sainte-Marie-Majeure le 16 novembre 1959). Il est aussi secrétaire en 1961, puis préfet de la Congrégation Consistoriale à partir de 1966. Il participe aux sessions du concile Vatican II et il est considéré comme un cardinal modéré.
Élevé au rang de cardinal-évêque de Palestrina le 15 mars 1972, il démissionne de ses fonctions le 25 février 1973.
Nommé vice-doyen du Sacré-Collège des cardinaux le 7 janvier 1974, il est légat pontifical lors de l’ouverture de la Porte Sainte de l'archibasilique Saint-Jean de Latran le 24 décembre 1974. Enfin, il devient doyen du Sacré-Collège des cardinaux et cardinal-évêque d'Ostie, le 12 décembre 1977. Il ne participe pas au conclave qui élit Jean-Paul Ier, ayant dépassé les quatre-vingts ans (limite d'âge imposée par Paul VI), mais marque ouvertement sa faveur pour celui-ci avant l'élection et sa satisfaction après celle-ci. Il ne participe pas pour là même raison à celui qui élit Jean-Paul II quelques semaines plus tard.
Jean-Paul II le nomme légat papal lors de l’ouverture de la Porte Sainte de la basilique libérienne le 24 décembre 1983.
Il meurt le 1er août 1986 à Rome, âgé de 93 ans, après près de soixante ans de services auprès du Saint-Siège et de six papes. Le pape Jean-Paul II préside ses funérailles le 4 août à la basilique Saint-Pierre, puis une messe d'enterrement a lieu le lendemain à Seveso. Il est enterré dans la sépulture de ses parents au cimetière de Seveso.

## Succession apostolique
Carlo Confalonieri a ordonné les évêques suivants :
- Cardinal Corrado Ursi (1951)
- Archevêque Ambrogio Marchioni (en) (1961)
- Évêque Alfredo Bontempi (cs) (1962)
- Évêque Vittorio Maria Costantini (it), O.F.M.Conv. (1962)
- Évêque Pasquale Bacile (it) (1962)
- Évêque Dino Tomassini (1962)
- Évêque Vittorio Ottaviani (it) (1963)
- Évêque Ildefonso Rea (it), O.S.B. (1963)
- Évêque Antonio D'Erchia (it) (1963)
- Évêque Salvatore Nicolosi (it) (1963)
- Cardinal Pablo Muñoz Vega, S.I. (1964)
- Archevêque Bartolomeo Santo Quadri (it) (1964)
- Évêque Donal Herlihy (en) (1964)
- Évêque Pranas Brazys (lt), M.I.C. (1965)
- Archevêque Giuseppe Carata (it) (1965)
- Évêque Juozapas Matulaitis (de) (1965)
- Évêque Petru Pleșca (de) (1965)
- Évêque Mario De Santis (de) (1967)
- Archevêque Pietro Santoro (1967)
- Archevêque Guerino Grimaldi (it) (1968)
- Archevêque Cleto Bellucci (1969)
- Archevêque Carmelo Cassati (it), M.S.C. (1970)
- Évêque Angelo Fausto Vallainc (it) (1970)
- Évêque Angelo Criscito (1970)
- Évêque Dominic Joseph Conway (en) (1970)
- Évêque Aldo Del Monte (it) (1971)
- Évêque Carlo Cavalla (it) (1971)
- Archevêque Mario Schierano (it) (1971)
- Cardinal Vincenzo Fagiolo (1971)
- Évêque Agapito Simeoni (1972)
- Évêque Decio Lucio Grandoni (it) (1972)
- Évêque Umberto Florenzani (it) (1973)